# Pedro Lamares
Pedro Lamares (Portimão, 2 de Março de 1979) é um actor português.

## Carreira
Pedro Lamares Gama da Rocha nasceu a 2 de Março de 1979 em Portimão mas muda-se pouco depois para a Granja. Estudou em Espinho. Estudou artes plásticas, passou pela escola de jazz do Porto (1996/7), frequentou o curso de preparação para licenciatura em música sacra, na Universidade Católica do Porto, sob orientação do Cónego Ferreira dos Santos (1997/98). Estudou teatro (interpretação) na Academia Contemporânea do Espectáculo (Porto, 1998/2001). Complementou a formação com cursos e oficinas de teatro de rua (Natural Theatre Company, de Inglaterra), voz (Bernard Messuir, da Bélgica), naturalismo (Rogério de Carvalho, de Moçambique), clown (Alan Richardson, de Inglaterra), máscara neutra (Kuniaki Ida, do Japão) e dança vertical (Roc in Lichen, de França).
Actor desde 1997, estudou interpretação na Academia Contemporânea do Espectáculo, entre 1998 e 2001. Tem participado em espectáculos de teatro, dança e poesia. Participou em representações de As Três Irmãs, de Tchekov, Tio Vânia, de Howard Barker, O Quebra Nozes, de Tchaikovsky, O Gato Malhado e a Andorinha Sinhá, de Jorge Amado, Os Saltimbancos, de Chico Buarque, e Carmina Burana, de Carl Orff.
Pertence ao colectivo Caixa Geral de Despojos, com o qual colabora nas Quintas de Leitura, espectáculos de poesia, música e performance no Teatro do Campo Alegre, desde 2003. 
Na televisão deu-se a conhecer em Dei-te Quase Tudo (2005), da TVI, para participar, de seguida, em Paixões Proibidas (2006), co-produção da RTP com a Rede Bandeirantes, gravada no Rio de Janeiro. Teve o primeiro papel de vilão em Deixa-me Amar (2007), da TVI. Na mesma estação participou ainda em Casos da Vida (2008), Olhos nos Olhos (2008) e Sentimentos (2009). Na RTP, integrou o elenco de Pai à Força (2009). Participou ainda nas curtas-metragens Supercolla, de David Bonneville (2000), e De alto e coração, de Clara de Oliveira (2008), e na média-metragem Chapéu-de-chuva, de Diogo de Sousa (2008). 
Representa Fernando Pessoa no filme, Filme do Desassossego, de João Botelho (2010). Em 2015, é convidado apresentar o programa (Literatura Agora) sobre poesia, na RTP2, em colaboração com a jornalista e poeta Filipa Leal. Na 2.ª temporada, o programa adquire o nome de Literatura Aqui.
Foi professor de Expressão Dramática no Colégio do Sardão, em Oliveira do Douro, entre 2004 e 2006.

## Filmografia
| Ano         | Projeto                        | Papel                         | Notas                                | Canal    |
| ----------- | ------------------------------ | ----------------------------- | ------------------------------------ | -------- |
| 2005 - 2006 | Dei-te Quase Tudo              | Miguel Gameiro                | Elenco Principal                     | TVI      |
| 2006        | Paixões Proibidas              | Mateus Correia                | Elenco Principal                     | RTP1     |
| 2007 - 2008 | Deixa-me Amar                  | Henrique Gama                 | Antagonista                          | TVI      |
| 2008        | Casos da Vida - Passo em Falso | Pedro                         | Elenco Principal                     | TVI      |
| 2008 - 2009 | Olhos nos Olhos                | Jonas Viana Levi              | Elenco Principal                     | TVI      |
| 2009        | Pai à Força                    | Enfermeiro André              | Elenco Adicional                     | RTP1     |
| 2009 - 2010 | Sentimentos                    | Nuno Gomes                    | Elenco Principal                     | TVI      |
| 2010        | Filme do Desassossego          | Fernando Pessoa               | Protagonista                         | RTP1     |
| 2010        | República                      | Carlos                        | Elenco Adicional                     | RTP1     |
| 2011        | Voo Direto                     | Alberto                       | Elenco Adicional                     | RTP1     |
| 2014        | Bem-Vindos a Beirais           | Rúben Melo                    | Elenco Adicional                     | RTP1     |
| 2014        | Os Filhos do Rock              | João                          | Elenco Adicional                     | RTP1     |
| 2015        | Coração d'Ouro                 | César                         | Elenco Adicional                     | SIC      |
| 2016        | A Impostora                    | Frederico Varela              | Participação Especial                | TVI      |
| 2017        | Ouro Verde                     | Francisco Dias Pimentel       | Elenco Principal                     | TVI      |
| 2017        | Jacinta                        | Avelino Almeida               | Elenco Principal                     | TVI      |
| 2017        | Filha da Lei                   | Luís                          | Elenco Adicional                     | RTP1     |
| 2017 - 2018 | Literatura Aqui                | Ele Próprio                   | Apresentador                         | RTP2     |
| 2017 - 2018 | A Herdeira                     | Duarte Alvarenga              | Co-Protagonista                      | TVI      |
| 2018        | Valor da Vida                  | Mário Cordeiro                | Elenco Adicional                     | TVI      |
| 2018        | 3 Mulheres                     | Luís de Sttau Monteiro        | Elenco Adicional                     | RTP1     |
| 2019        | Solteira e Boa Rapariga        | Salvador                      | Elenco Adicional                     | RTP1     |
| 2019        | Nada Será Como Dantes          | Ele Próprio                   | Apresentador, ao lado de Filipa Leal | RTP1     |
| 2020        | A Espia                        | Major Jack Beevor             | Elenco Principal                     | RTP1     |
| 2020        | Pecado                         | Santiago                      | Protagonista                         | TVI      |
| 2021        | Doce                           | Vasco Martins                 | Elenco Adicional                     | RTP1     |
| 2022        | Santiago                       | João                          | Elenco Adicional                     | SIC      |
| 2023        | Lúcia, a Guardiã do Segredo    | Padre Manuel Marques Ferreira | Participação Especial                | SIC/OPTO |